# Ranitomeya flavovittata
Espèce
Synonymes
- Dendrobates flavovittatus Schulte, 1999

Statut de conservation UICN

 LC  : Préoccupation mineure
Statut CITES
Ranitomeya flavovittata est une espèce d'amphibiens de la famille des Dendrobatidae.

## Répartition
Cette espèce est endémique de la région de Loreto au Pérou. Elle se rencontre dans le bassin du  río Ucayali.

## Publication originale
- Schulte, 1999 : Pfeilgiftfrösche Artenteil Peru. Nikola Verlag, Stuttgart p. 1-292.